# Wybory parlamentarne w Japonii w 2003 roku
Wybory parlamentarne w Japonii w 2003 roku – przedterminowe wybory do Izby Reprezentantów (izby niższej japońskiego parlamentu zostały przeprowadzone 9 listopada 2003.

## Przyczyny wyborów
W dniu 11 października 2003 premier Jun’ichirō Koizumi rozwiązał Izbę Reprezentantów zgodnie z artykułem 7 z Konstytucji Japonii. 20 września został ponownie wybrany na przewodniczącego Partii Liberalno-Demokratycznej. Partia premiera zachowuje silne poparcie w obszarach wiejskich i wśród starszych wyborców, natomiast Demokratyczna Partia Japonii miała większe poparcie wśród młodzieży i w obszarach miejskich. Ordynacja wyborcza sprzyjała bardziej lepiej zaludnionym terenom miejskim.
Głównymi tematami kampanii wyborczej były trwająca recesja gospodarcza reformy systemu emerytalnego, wsparcie Stanów Zjednoczonych w Iraku, stosunki Japonii z Koreą Północną, a także prywatyzacji usług pocztowych.
Wybory wygrała Partia Liberalno-Demokratyczna zdobywając 168 mandatów w okręgach jednomandatowych i 69 w okręgach proporcjonalnych. Drugie miejsce zajęła Partia Demokratyczna, która uzyskała 105 mandatów w okręgach jednomandatowych i 72 w okręgach proporcjonalnych. Trzecie miejsce zajęła Partia Nowy Rząd Czystość uzyskała ona 9 mandatów z okręgów jednomandatowych i 25 z proporcjonalnych. 9 mandatów według ordynacji proporcjonalnej zdobyła Japońska Partia Komunistyczna partie Partia Socjaldemokratyczna i Liga Liberalna uzyskały po mandacie z okręgów jednomandatowych.

## Wyniki
| Partia                         | Okręgi jednomandatowe | Proporcjonalnie | Liczba mandatów |
| ------------------------------ | --------------------- | --------------- | --------------- |
| Partia Liberalno-Demokratyczna | 168                   | 69              | 237             |
| Partia Demokratyczna           | 105                   | 72              | 177             |
| Nowa Komeito                   | 9                     | 25              | 34              |
| Japońska Partia Komunistyczna  | –                     | 9               | 9               |
| Partia Socjaldemokratyczna     | 1                     | –               | 1               |
| Liga Liberalna                 | 1                     | –               | 1               |
| Niezrzeszeni                   | 11                    | –               | 11              |